# Morva Fejedelemség

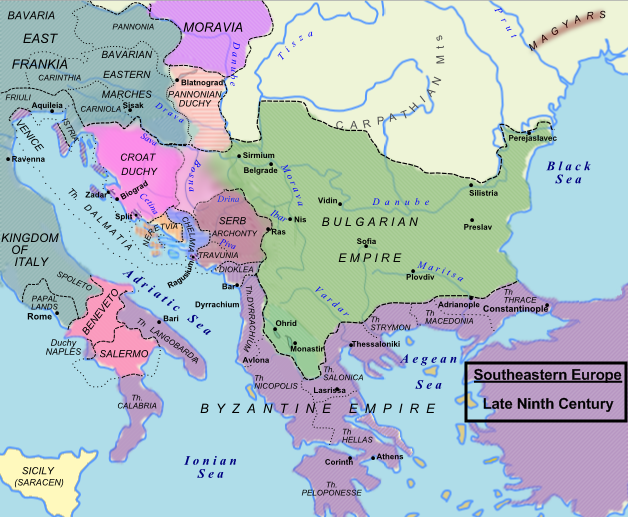
A Balkán államai 850 körül

A Morva Fejedelemség a Morvaország területére a 6. századtól bevándorló szlávok, itt kapott nevükön morvák által a 9. század elején itt alapított állama volt. A fejedelemség 907-ben a pozsonyi csatával szűnt meg végleg, ahol a magyarok legyőzték a bajor–morva sereget.

## Története
A morvák az Avar Kaganátus fennhatósága alatt éltek (feltehetően egy avar helytartó, a tudun irányítása alatt), míg azt a frankok a 8. század végén meggyengítették. A morvák a frankok avarok feletti győzelmét (803) követően a Frank Birodalom fennhatósága alá kerültek. Ennek dátuma ismeretlen, először 822-ben vettek részt a morva követek (legationes Marvanorum) a frankfurti birodalmi gyűlésen. Első név szerint ismert fejedelmük I. Mojmír volt 833 körül, aki a szomszédos szláv Nyitrai Fejedelemség éléről elűzte Pribinát és helyette unokaöccsét Rasztiszlávot emelte Nyitrán a hatalomba.
Mojmír idővel megpróbált megszabadulni a frank függőségtől, ezért Német Lajos keleti frank király 846-ban Rasztiszlávot tette meg morva fejedelemmé. Hamarosan Rasztiszláv is függetlenedni próbált, és ennek során katonai sikereket ért el. 858-ban a hadiszerencse megfordulása miatt békére és a frankoktól való függés elfogadására kényszerült. Nem mondott azonban le az önálló szláv egyházról, a szláv nyelven mondott istentiszteletekről. I. Miklós pápához fordult, hogy a morva egyházat is függetlenítse a franktól, a pápa azonban elutasította, mivel nem akarta megzavarni a 862-ben létrejött frank–bolgár szövetséget, és bízott abban, hogy az éppen megtérni készülő bolgárokat a római egyházhoz kösse.  863-ban, Karlmannak, Német Lajos fiának lázadását kihasználva III. Mikhaél bizánci császárhoz fordult 863-ban, aki Cirillt és Metódot küldte a morvákhoz, és akik megnyerték a pápa beleegyezését is az önálló szláv egyház felállításához. Rasztiszlávot végül saját unokaöccse, I. Szvatopluk és Karlmann állították félre 870-ben. Megvakítva, kolostorban halt meg.
I. Szvatopluk többször sikeresen vert vissza frank támadást, végül azonban mindig békekötésre és a frankoktól való függés elfogadására és adófizetésre kényszerült. Eközben azonban sikerült megőriznie hatalmát. A Morva Fejedelemség Szvatopluk idején érte el legnagyobb kiterjedését. Morvaországon túl hozzátartozott a Nyitrai Fejedelemség, Csehország és valószínűleg a Dunántúl egy része és Szilézia egy része. A Kárpát-medencében északon területei esetleg a Tiszáig, a bolgár felségterület határáig nyúlhattak. Szvatopluk 894-ben halt meg, ekkor már a magyarok birtokolták valószínűleg a Kárpát-medence keleti részét 892 óta. A Morva Fejedelemség 907-ben, a pozsonyi csata eredményeképpen szűnt meg végérvényesen.

## Bíborbanszületett Konstantin a morvákról
Bíborbanszületett Konstantin szerint régen Trajanus hídjától indulva a Duna mentén felfelé előbb Belgrádot, majd Sirmiumot érjük el, majd a morvák országát, ami így a Dunántúlon vagy a Duna–Tisza közén lehet. Konstantin idején viszont a magyarok keleti oldalán vannak a bolgárok, északabbra a besenyők – tehát Moldvában vagy Havasalföldön – nyugaton a frankok, délebbre pedig a horvátok – tehát Boszniában, Dalmáciában.

„Ezen a helyen vannak bizonyos régi emlékek: az első,
ahol Turkía kezdődik, Trajánusz császár hídja, azután
még háromnapi útra ettől a hídtól Belgrád, amelyben a
szent Nagy Konstantín császár tornya is van, és ismét a
folyó visszakanyarodásánál van az úgynevezett Szirmium,
Belgrádtól kétnapi útra, és azokon túl a kereszteletlen
Nagy Moravia, melyet a türkök megsemmisítettek, s
amelyen előbb Szvatopluk uralkodott.
Ezek az Isztrosz folyó menti emlékek és elnevezések,
ami pedig ezektől felfelé esik, ahol Turkía egész
szállásterülete van, azt mostanában az ott folyó folyók
nevéről nevezik el. A folyók ezek: első folyó a Temes,
második folyó a Tútisz, harmadik folyó a Maros,
negyedik folyó a Körös, és ismét egy másik folyó a Tisza.
A türkök közelében vannak keleti oldalon a bolgárok,
ahol őket az Isztrosz folyó választja el, amelyet Dunának
is neveznek, észak felé a besenyők, nyugatabbra a
frankok, dél felé pedig a horvátok.”

## Uralkodók
- 833e.–846: I. Mojmír morva fejedelem
- 846–870: Rasztiszláv morva fejedelem
- 871: Szlavomir morva fejedelem
- 871–894: I. Szvatopluk morva fejedelem
- 894–907: II. Mojmir morva fejedelem
- 894–901: II. Szvatopluk nyitrai fejedelem (társuralkodó)